# 육담구담
"육담구담"(肉談口談)은 한국에서 제작된 김윤철 감독의 1989년 드라마 영화이다. 이대근 등이 주연으로 출연하였고 정경희 등이 제작에 참여하였다.

## 출연

### 주연
- 이대근
- 김문희

### 조연
- 장철

## 기타
- 조명: 한덕후
- 녹음: 손인호